# Melankolin (Cranach)
Melankolin är en serie oljemålningar av den tyske renässanskonstnären Lucas Cranach den äldre. Den målades 1532 ingår i samlingarna på Statens Museum for Kunst i Köpenhamn. Cranach målade ytterligare tre versioner av samma motiv åren 1528–1533.  
Den bevingade personifikationen för melankoli täljer på en pinne med en kniv. Framför henne leker nakna barn; med pinnar försöker de skjuta en boll genom en ring. Tolkningen av den allegoriska målningen är osäker, men konstnären har sannolikt inspirerats av Albrecht Dürers arton år äldre kopparstick med samma namn.

## Andra versioner
Den äldsta och största målningen är från 1528 och har titeln En allegori över melankoli. Den är sedan 1993 utlånad till Scottish National Gallery från en privat samling och är kraftigt beskuren, i synnerhet till höger där Melankolins änglavingar delvis är förstörda. En annan version är från 1532 och utställd på Musée Unterlinden i Colmar. 1533 års version är i privat ägo och såldes 2014 på auktionsbyrån Christie's för 902 500 brittiska pund.

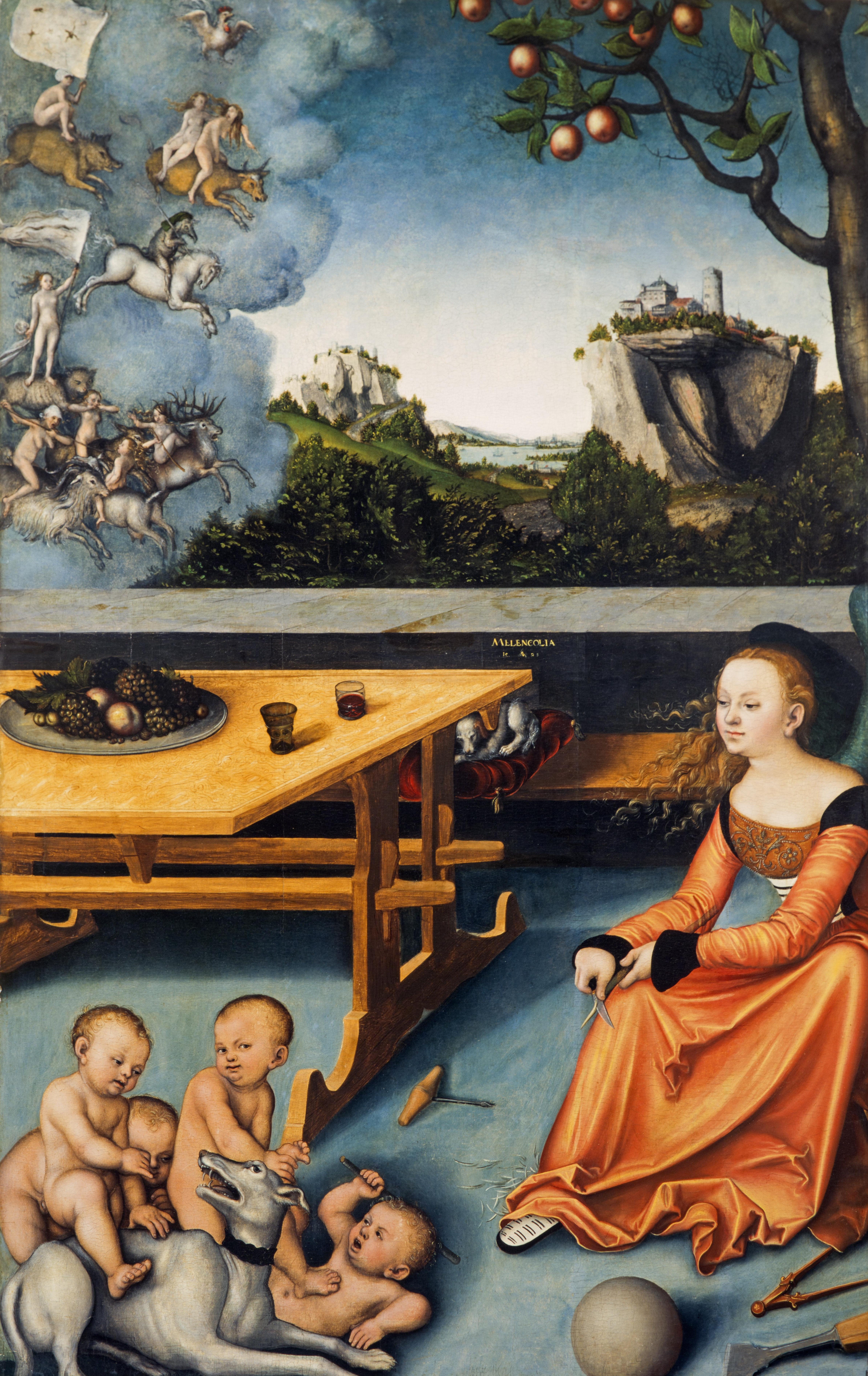
Cranachs En allegori över melankoli från 1528. Storlek 112,50 x 71 cm. Olja på träpannå. På långtidsutlån till Scottish National Gallery.
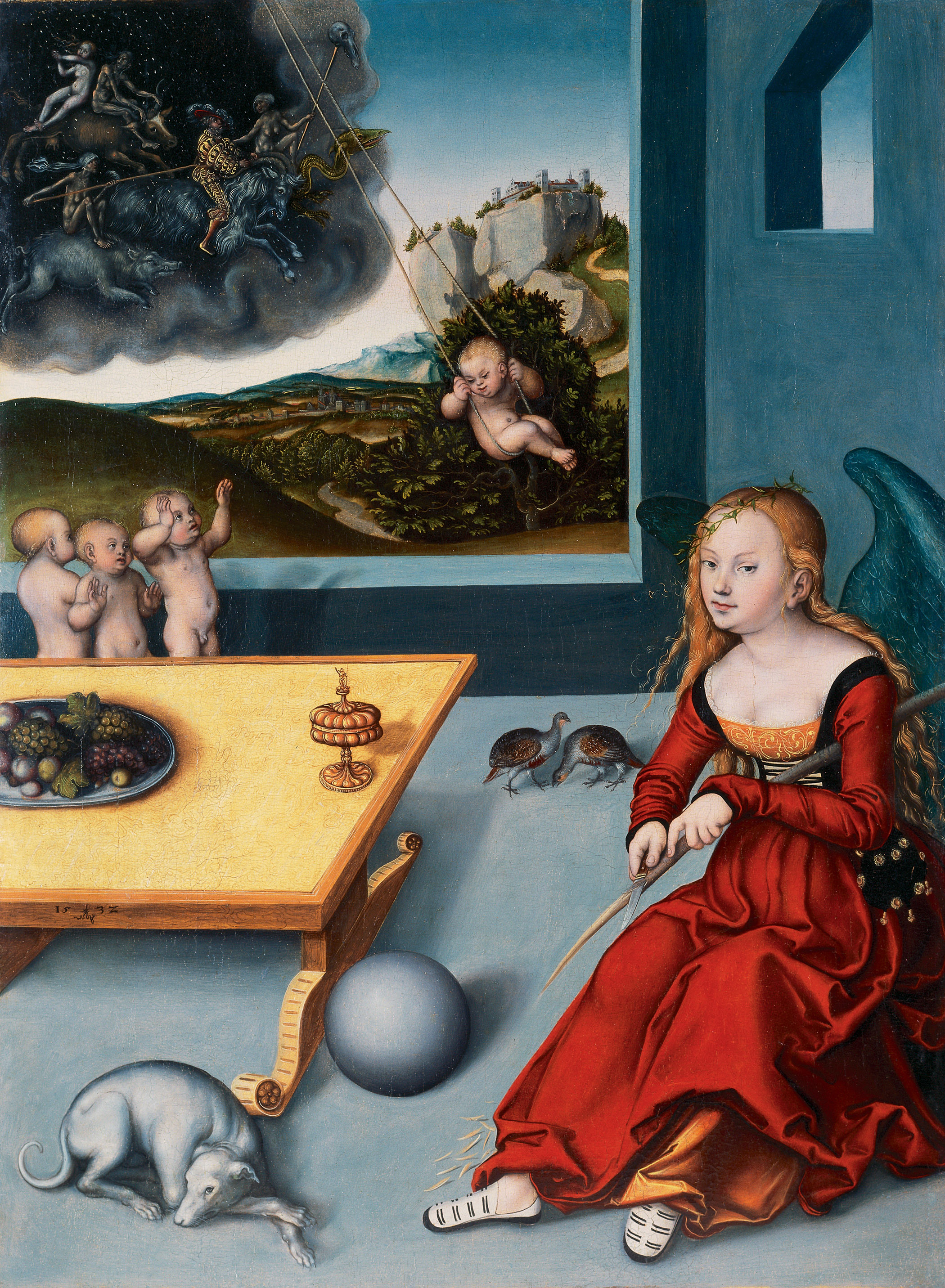
Cranachs Melankolin från 1532. Storlek 76,5 x 56 cm. Olja på träpannå. Musée Unterlinden.
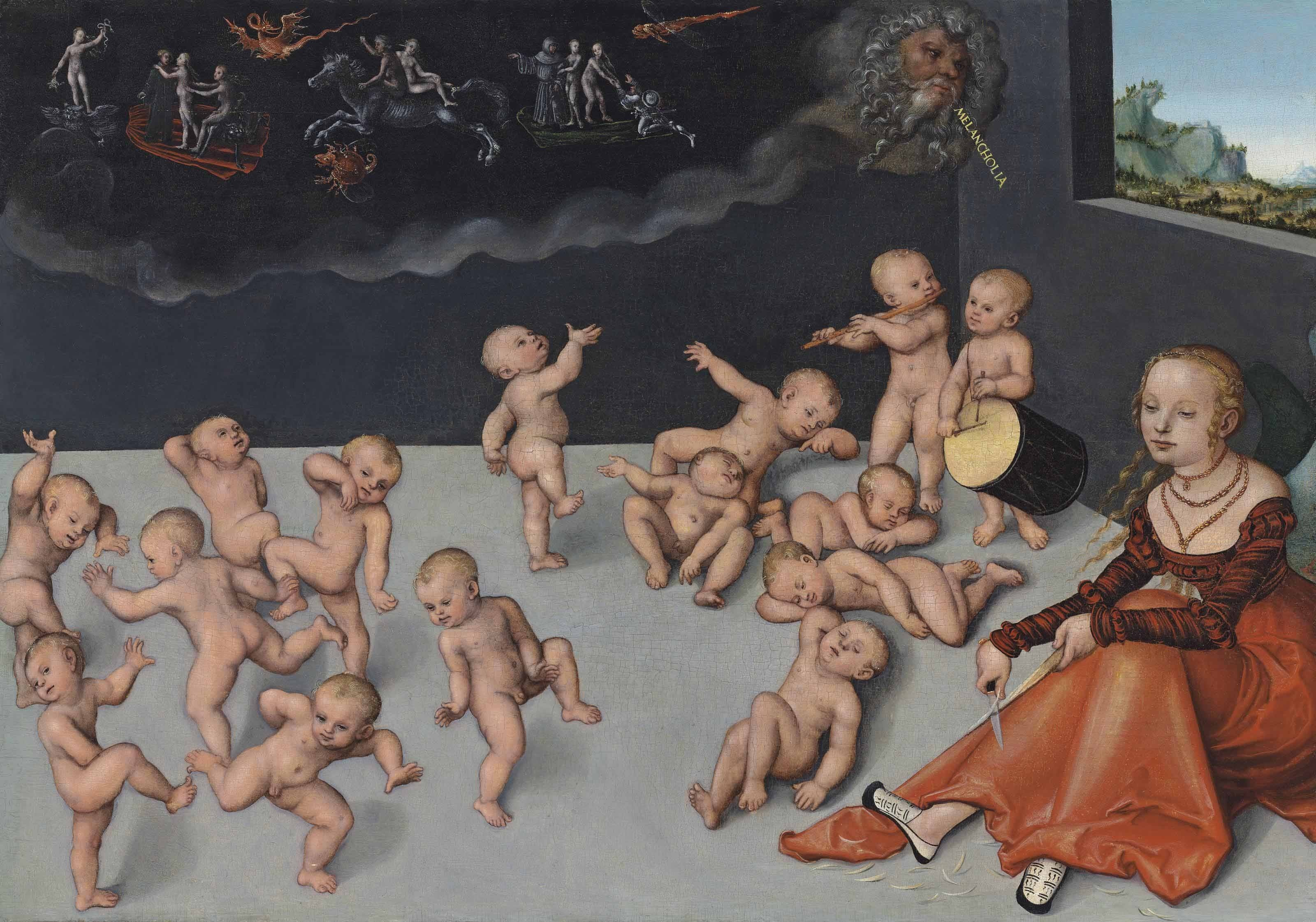
Cranachs Melancholia från 1533. Storlek 52,4 x 74 cm. Olja på träpannå. Privat ägo.